# Slobodan Petrovski
Slobodan Petrovski (Bitola, Makedonija, 1949), hrvatski pisac znanstvene fantastike. Kratke priče i novele počeo je objavljivati sredinom 1980-ih u Vjesnikovu časopisu za znanstvenu fantastiku Sirius. Debitirao u 114. broju (prosinac 1985) novelom koja je ostala njegovo najpoznatije djelo, Most, za koju je 1986. dobio Nagradu SFERA. Mnoge kasnije priče slijedile su sličan model filozofske obrade znanstvenofantastičnih motiva (Vrtlar; Sansai). Tijekom 1990-ih Petrovski je pisao humoristički kriminalistički ciklus o androidima (Bay, bay, blondie). Taj ciklus, kao i niz drugih njegovih novela, dostupan je na elektronskom fanzinu NOSF (). Kratke priče objavljivao je i Zabavniku Jutarnjeg lista. Za svoje SF priče nagrađivan je u Belgiji i Francuskoj.

## Važnije priče
- Most (Sirius, 114)
- Efemeridi (Sirius, 118)
- OM6 (Sirius, 124)
- Kazna (Sirius, 140)
- Tunel (Sirius, 145)
- Vrtlar (Futura, br. 65, 1998)
- Sansai (Futura, br. 74, 1998)